# Moreno (partido)
Pour les articles homonymes, voir Moreno.
Moreno est un partido de la province de Buenos Aires fondée en 1864 dont la capitale est Moreno.
Ce partido fait partie du groupe des 24 partidos de la province de Buenos Aires constituant, avec la capitale fédérale, le Grand Buenos Aires.

## Communes et localités
- Trujui